# Shen Lijuan
Shen Lijuan (chinesisch 沈丽娟; * 4. Juli 1958) ist eine ehemalige chinesische Leichtathletin, die sich auf das Kugelstoßen spezialisiert hat. 1985 und 1987 wurde sie Asienmeisterin und siegte 1978 bei den Asienspielen.

## Sportliche Laufbahn
Erste internationale Erfahrungen sammelte Shen Lijuan vermutlich im Jahr 1978, als sie bei den Asienspielen in Bangkok mit einer Weite von 17,70 m die Goldmedaille im Kugelstoßen gewann. Im Jahr darauf siegte sie mit 17,48 m bei den Asienmeisterschaften in Tokio und wurde beim IAAF World Cup in Montreal mit 16,46 m Sechste. 1981 verteidigte sie bei den Asienmeisterschaften in Tokio mit 17,75 m ihren Titel und belegte anschließend bei der Sommer-Universiade in Bukarest mit 17,17 m den fünften Platz. Zudem wurde sie beim World Cup mit 17,09 m Sechste. Im Jahr darauf gewann sie bei den Asienspielen in Neu-Delhi mit 17,25 m die Silbermedaille hinter ihrer Landsfrau Li Meisu. 1983 wurde sie bei den Studentenweltspielen in Edmonton mit 16,76 m Fünfte, ehe sie bei den Weltmeisterschaften in Helsinki mit 16,99 m den Finaleinzug verpasste. Zudem beendete sie daraufhin ihre aktive sportliche Karriere.